# Його покоління
«Його покоління» ()рос. «Его поколение» — радянський чорно-білий художній фільм-драма 1959 року, знятий на Кіностудії ім. О. Довженка. Екранізація однойменного роману Івана Сенченка. 

## Сюжет
Сталевар Назар Очерет розповідає групі молоді, яка їде на новобудови Донбасу, про те, як багато років тому він по путівці комсомолу поїхав на великий металургійний завод. Тепло зустріли молодого хлопця в мартенівському цеху. Але старий досвідчений сталевар Савелій Миронович приховує секрети своєї професії, вороже ставиться до допитливого хлопця і нарешті виганяє його. Але Назара підтримують комсомольці і комуністи заводу. Під керівництвом сталевара-новатора Івана Башкіна він опановує складну професію, а потім вносить цінну пропозицію, що дозволяє збільшити виплавку сталі. Вчитель Назара гине від рук ворога. Савелій Миронович починає розуміти хибність своїх поглядів і приходить на допомогу Назару Очерету. Під час дослідної плавки відбувається аварія. Назар важко переживає те, що трапилося. Керівництво заводу дозволяє повторити досвід. Назар досягає мети — дає рекордну плавку.

## У ролях
- Володимир Гуляєв — Назар Очерет
- Людмила Алфімова — Марійка
- Георгій Чорноволенко — Савелій Миронович
- Микола Дупак — Ларін
- Валентина Бжеська-Бучма — тітка Паша
- Вадим Грачов — Юрко
- Олег Жаков — Каразін
- Петро Вескляров — Іван Башкин
- Олег Голубицький — епізод
- М. Іванова — Фрося
- Анатолій Теремець — Петро
- Михайло Рост — Кулаков
- Микола Блащук — епізод
- Ґельмір Аладов — епізод
- Юрій Суярко — епізод

## Знімальна група
- Режисери-постановники — Ігор Бжеський, Карл Гаккель
- Сценарист — Петро Сєвєров
- Оператор-постановник — Віталій Філіппов
- Композитор — Всеволод Рождественський
- Художник-постановник — Галина Нестеровська